# People Are Alike All Over
People Are Alike All Over  is een aflevering van de Amerikaanse televisieserie The Twilight Zone.

## Plot

### Opening
You're looking at a species of flimsy little two-legged animals with extremely small heads whose name is Man. Warren Marcusson, age thirty-five. Samuel A. Conrad, age thirty-one... They're taking a highway into space, Man unshackling himself and sending his tiny, groping fingers up into the unknown. Their destination is Mars, and in just a moment we'll land there with them.
— Rod Serling

### Verhaal
Een raket met aan boord twee astronauten is op weg naar Mars. Een van hen, Marcusson, is een positieveling die ervan overtuigd is dat mensen overal hetzelfde zijn, zelfs op de rode planeet. De andere astronaut, Conrad, is cynischer.
De landing op Mars verloopt niet zoals gepland en Marcusson sterft door de harde klap. Nu alleen, wordt Conrad overmand door angst wanneer hij een ritmisch geluid hoort op de buitenkant van het schip. Hij verwacht iets kwaadaardigs, maar zijn achterdocht verdwijnt wanneer hij uit de raket stapt en ziet dat de “martianen” er inderdaad als mensen uitzien. Het enige verschil met mensen is dat Martianen allemaal telepathische vaardigheden bezitten. Conrad wordt verwelkomd door de mooie Teenya. Ze brengt hem naar hun gastenverblijf: een kamer precies zo ingericht als men op aarde doet.
Conrad ontspant even, tot hij ontdekt dat de kamer geen ramen heeft en hij de deur niet van binnenuit kan openen. Dan gaat een muur open aan de zijkant en ziet Conrad dat hij in een Martiaanse dierentuin zit als onderdeel van de tentoonstelling; een aardewezen in zijn natuurlijke leefomgeving. Op het eind van de aflevering schreeuwt Conrad naar boven dat Marcusson gelijk had; mensen zijn inderdaad overal hetzelfde.

### Slot
Species of animal brought back alive. Interesting similarity in physical characteristics to human beings in head, trunk, arms, legs, hands, feet. Very tiny undeveloped brain; comes from primitive planet named Earth. Calls himself Samuel Conrad. And he will remain here in his cage with the running water and the electricity and the central heat as long as he lives. Samuel Conrad has found the Twilight Zone.
— Rod Serling

## Rolverdeling
- Roddy McDowall: Sam Conrad
- Susan Oliver: Teenya
- Paul Comi: Marcusson
- Byron Morrow: Eerste Martiaan
- Vic Perrin: Tweede Martiaan
- Vernon Gray: Derde Martiaan

## Notities
- Deze aflevering is gebaseerd op het verhaal Brothers Beyond the Void van Paul W. Fairman. Dit verhaal werd gepubliceerd in maart 1952 in het tijdschrift Fantastic Adventures. Rod Serling bewerkte het verhaal voor de televisie. Hij bracht wel wat veranderingen aan in het verhaal. In het originele verhaal blijft Conrad op aarde achter en reist enkel Marcusson naar Mars. Serling maakte van Conrad de hoofdpersoon door hem ook mee te laten gaan. Tevens maakte hij de Martianen een stuk menselijker om de ironie op het einde te benadrukken.

- De originele pilotaflevering van Star Trek heeft een soortgelijke plot.

- Vic Perrin, die een van de Martianen speelt, deed later ook mee in de afleveringRing-a-Ding Girl.

- Marcusson werd gespeeld door Paul Comi, die in de jaren 60 en 70 van de 20e eeuw veel gastrollen vertolkte. Hij deed ook mee in de afleveringen The Odyssey of Flight 33 en The Parallel.

- Het idee van mensen die als dieren ten toon worden gesteld in een buitenaardse dierentuin werd later gebruikt door Kurt Vonnegut in zijn roman Slaughterhouse-Five.